# Tetida (mitologija)
Tetida (grč. Θέτις, Thétis) u grčkoj mitologiji morska je nimfa, jedna od Nerejida, Nerejova i Doridina kći; Pelejeva žena i Ahilejeva majka. Tetijina je unuka.

## Etimologija
Tetidino grčko ime dolazi od glagola τίθημι, títhêmi = "uspostaviti", a to sugerira ranu političku ulogu.

## Mitologija

### Tetida i bogovi
Alkman, spartanski pjesnik iz 7. stoljeća u jednoj himni opisuje Tetidu kao demijurga. Kvint iz Smirne piše da je Tetida jednom oslobodila Zeusa iz lanaca.
Kad je Hefest bačen s Olimpa, uhvatile su ga Eurinoma i Tetida te su se brinule za nj na otoku Lemnu gdje je za njih radio kao kovač, što opisuje i Homer u Ilijadi.
Također, kad je Likurg protjerao Dioniza, našao je utočište u Crvenom moru s Tetidom u krevetu od morskih trava.

### Tetida i Pelej
Apolodor piše da su Tetidi udvarali Zeus i Posejdon, ali njezinu je ruku dobio smrtnik Pelej, jer je proročanstvo (Temida, Prometej ili Kalhant) govorilo da će njezin sin postati veći od svoga oca. Zeus i Posejdon dogovorili su se da će je dati smrtniku, ali je to ona odbila.
Hiron, mudri Kentaur, koji će poslije postati učitelj Tetidina sina Ahileja, savjetovao je Peleju da je pronađe dok spava, a onda neka je sveže da mu ne može pobjeći mijenjanjem oblika. Ona je mijenjala oblike, postala je plamen i bijesni lav (), ali Pelej je izdržao te je ona pristala udati se za nj.

Njihovo je vjenčanje slavljeno na gori Pelionu gdje su došla i sva božanstva na gozbu. Apolon je svirao liru, a Muze su pjevale. Kentaur Hiron darovao je Peleju koplje, a Posejdon besmrtne konje - Balija i Ksanta. No, Erida, božica razdora, nije bila pozvana. Stoga je bacila zlatnu jabuku na kojoj je pisalo da je za najljepšu. To je izazvalo razdor među božicama - Herom, Atenom i Afroditom, a konačan je sud o najljepšoj donio Paris (
).

### Tetida i Ahilej
Tetida je s Pelejom imala sina Ahileja. Apolonije s Roda piše da ga je noću stavljala u plamen da izgori njegova smrtnost, a ambrozijom ga je hranila danju. Pelej je došao i prekinuo je dok je držala dijete u vatri te je vrisnuo. Budući da njegova peta nije uspjela izgorjeti, ostao je ranjiv i smrtan samo na tome mjestu - metaforična Ahilova peta. Druga inačica mita govori da ga je uronila u rijeku Stiks, ali držala ga je za petu koja je ostala ranjiv dio njegova tijela.
Pelej je Ahileja zajedno s Patroklom dao Hironu, Kentauru da ga odgoji na brdu Pelionu.
Vrač Kalhant prorekao je da mu je suđeno da umre u Troji. Tetida ga je stoga odvela na Skiru, kralju Likomedu i prerušila ga u djevojku. Na tom je dvoru s Didamijom imao sina Neoptolema. Odiseja je Menelaj poslao po Ahileja. Stigavši, pitao je može li prinijeti darove ženama te je izložio dragulje, a također i oružje - mač, koplje i štit. Sve su se djevojke divile nakitu, a samo se Ahilej divio oružju te ga je Odisej tako prepoznao. Odisej mu je dopustio da zadrži oružje, a potom su krenuli u rat. Druga inačica mita govori da se začula ratna trublja te da je Ahilej instinktivno zgrabio oružje. Tetida poslije više nije mogla skloniti sina od njegove sudbine te je naložila Hefestu da mu načini štit i oružje, ali, prema Homeru, odbila mu je platiti seksualnim uslugama koje je obećala.
Kad je Paris ubio Ahileja, Tetida je došla iz mora s Nerejidama da ga oplakuje. Skupila je njegov pepeo u zlatnu urnu i podigla spomenik njemu u sjećanje te održala pogrebne igre.

## Vanjske poveznice
- Tetida u klasičnoj literaturi i umjetnosti (engl.)